# Нейрохимия
Нейрохимия — раздел биохимии, изучающий химические и клеточные механизмы деятельности нервной системы.
Различают общую нейрохимию — изучающую химические процессы нервной системы вне связи с конкретным механизмом деятельности нервной системы в процессе реализации той или иной физиологической функции и функциональную (частную) нейрохимию, изучающую химические и молекулярные механизмы деятельности нервной системы в процессе реализации той или иной  физиологической деятельностью либо психической функции.  
Функциональная нейрохимия — раздел нейрохимии, изучающий химические процессы, протекающие при функционировании нервной системы. Познание химических механизмов деятельности мозга является не только задачей биологии, но имеет значение в стремлении человека к осознанию самого себя как личности, к пониманию своего места и роли на Земле. Нервная система представляет собой биологическую структуру, главные функции которой состоят в прямом или опосредованном управлении важнейшими функциями организма, а также в регуляторной и интегрирующей роли по отношению к процессам, протекающим в целостном организме человека или животного. Поэтому нейрохимия — одна из наиболее сложных, современных и бурно развивающихся областей биохимии и нейробиологии. Она тесно связана с такими направлениями биологии, как морфология и физиология нервной системы, молекулярная биология и генетика, а также с рядом клинических дисциплин, в частности — с нейропатологией и психиатрией.